# Монтеросо (Комо)
Монтеросо је насеље у Италији у округу Комо, региону Ломбардија.
Према процени из 2011. у насељу је живело 19 становника. Насеље се налази на надморској висини од 339 м.